# Admir Džubur
Admir Džubur (Sarajevo, 13 de junio de 1964 - 23 de noviembre de 2020) fue un empresario y administrador de fútbol bosnio. 

## Biografía
Džubur nació el 13 de junio de 1964. Fue presidente de la junta directiva del club Željezničar de la Premier League de Bosnia desde el 29 de junio de 2019 hasta su muerte el 23 de noviembre de 2020 a los cincuenta y siete años, por complicaciones causadas debido al COVID-19, en medio de su pandemia.
También fue director de KJKP "Toplane - Sarajevo ".